# Орган, Стюарт
Стюарт Адриан Орган (англ. Stuart Organ, 8 ноября 1951 года, Бромбли, Большой Лондон, Англия — 15 февраля 2024 года) — британский актёр, наиболее известен по роли учителя Питера Робсона в телесериале «Грейндж Хилл».

## Биография
Стюарт Адриан Орган родился в Бромли 8 ноября 1951 года. Образование получил в школе Крэнбрук.
Был наиболее известен по роли мистера Робсона в детской телевизионной драме «Грейндж Хилл». Орган сыграл учителя, который снимался в сериале дольше всех, придя в 1988 году в роли нового руководителя физкультуры. В 1998 году он наконец получил роль директора, но покинул сериал в 2003 году вскоре после того, как производство «Грейндж Хилл» было переведено в Ливерпуль.
До съёмок в фильме Grange Hill Орган играл Кевина Кросса в мыльной опере телеканала Mersey TV Brookside и Базина в истории «Доктора Кто» Dragonfire в 1987 году. После этого он появлялся в различных ролях на телевидении. Сыграл Монка, эксгибициониста, который раскрылся перед Анной, но был защищен Майлзом в This Life; Ричарда Торнтона, который преследовал исполняющего обязанности инспектора полиции Сэма Никсона в двухсерийном спецвыпуске The Bill, и позже в роли инспектора полиции Диксона в 2000 году, Лейтона Питерса, высокопоставленного государственного служащего, который был ответственен за гибель Энтони Калфа в двухсерийном Holby City и адвоката Стива Морриса в 13-й и 14-й сериях London’s Burning.
В последние годы сосредоточился на работе в театре, где профессионально работал с 1976 года. Среди его ролей были Гай Берджесс в «Англичанине за границей» (York Theatre Royal, 2003); Эгей в «Комедии ошибок» (Sheffield Crucible, 2004); Джордж в «Кто боится Вирджинии Вулф?» (Queens Theatre, Hornchurch, 2005), Роберт в «Синем/оранжевом» (Ipswich, 2006); и Серж в «Искусстве» (York Theatre Royal, 2006). Затем он вернулся в Queens Theatre, чтобы сыграть майора Пауэлла в их пьесе 2007 года «Труп».
Его регулярная работа по озвучиванию включала в себя озвучивание и дубляж мультфильмов и видеоигр, включая Star Wars: The Old Republic. Орган также был знаком пассажирам лондонского метрополитена, он объявлял станции, линии, опоздавших и говорил пассажирам «помните о зазоре» (предупреждение пассажиров поезда о необходимости соблюдать осторожность при пересечении горизонтального, а в некоторых случаях и вертикального, пространственного зазора между дверным проемом поезда и краем платформы станции).
С 2002 года был женат на Джулии Кехор.
Стюарт Орган умер 15 февраля 2024 года в возрасте 72 лет.

## Фильмография
- 1983 Those Glory Glory Days — 1961 Spurs team member Television film
- 1983 By The World Divided — Corp. Turner/Sgt. Turner 4 episodes
- 1984 All The World’s A Stage
- 1984—1989 Brookside — Kevin Cross
- 1985 Bulman — Police sergeant Series 1 episode 13
- 1987 Doctor Who — Bazin Dragonfire episodes 1&3
- 1988—2003 Grange Hill — Mr Robson 265 episodes
- 1991 Robin Hood — Friar Tuck Animated film; озвучание
- 1994—1995 Shirayuki-hime no densetsu English version; озвуяание; 52 episodes
- 1995 The Princess and the Pirate: Sandokan the TV Movie — Sandokan озвучание
- 1996 Casualty — Ken Series 10 episode 18
- 1996 This Life — Monk Series 1 episode 10
- 1996 Wycliffe Eddie Sowden Series 3 episode 1
- 1996 Fork In The Road Short film
- 1999 The Waiting Time — Major Perry Johnson Television film
- 1999 Holby City — Tom Prewitt Series 1 episode 3
- 2000 Alex and Alexis озвучание
- 2003 40 — Registrar
- 2004 Bad Girls — Duty Officer Smithson Series 6 episode 6
- 2004 Mile High — Major Crockland Series 2 episode 17
- 2004—2005 Down to Earth — Len Parker 6 episodes
- 2005 Judge John Deed — Jonathan Powell Series 4 and episode 4
- 2005 Holby City — Leighton Peters Series 7 episode 52
- 2006 Random Quest — Bates Television series
- 2006 Rat-Man — Capt. Kirk 1 episode; озвучание
- 2007 Maxwell — Peter Laister Television film
- 2007—2008 Secret Diary of a Call Girl — Hannah’s Dad / Niall 3 episodes
- 2008 Hairy Scary озвучание
- 2010 Above Suspicion — DCI Morgan Series 2 episode 1
- 2012 Crime Stories — Doug Harper Series 1 episode 8
- 2013 Law & Order: UK — Aaron Walker Series 7 episode 6
- 2013 Lucan — Judge
- 2016 Marina and Adrienne — Skipper Short film
- 2020 Bridgerton — Doctor Series 1 episode 4
- 2023 The Gnomes Great Adventure — David озвучание